# Theo Uden Masman
Dirk Theodoor Uden (Theo Uden) Masman (Cheribon, Nederlands-Indië, 15 maart 1901 - Den Haag, 27 januari 1965) was een Nederlands musicus.
Masman werd opgeleid aan de Nederlandsche Academie voor Muziek van Siegfried Blaauw in Den Haag. In 1926 richtte hij de bigband The Ramblers op. De radio-optredens werden steeds afgesloten met de Farewell blues en Masmans afkondiging "maarrr ... wij komen terug."
Tijdens de Tweede Wereldoorlog maakte de band zich schuldig aan collaboratie door voor de door de Duitsers gecontroleerde Rijksradio de Nederlandsche Omroep op te treden, alsmede op pro-Duitse bijeenkomsten. Omdat de bandleden ook hulp hadden verleend aan ondergedoken Joodse ex-bandleden, werden The Ramblers en Masman na de oorlog uiteindelijk minder zwaar aangepakt: de band mocht een half jaar lang niet optreden, Masman een jaar lang niet.
Omdat Masman goed aanvoelde wat het publiek wilde, wist Masman de band vervolgens tot grote populariteit te brengen. Een eigen radioprogramma bij de VARA zorgde ervoor dat de populariteit een nog hogere vlucht nam. Eind jaren 1950 nam hun populariteit af. Op 11 april 1964 vond de laatste uitzending van het radioprogramma plaats. Nog geen jaar later overleed Masman, 63 jaar oud. Hij is begraven op Nieuw Eykenduynen te Den Haag.
Onder zijn eigen naam, maar vooral als 'Dick Hansen' schreef Masman tientallen liedjes, waarvan Zeeman, o zeeman (1950) en  'k Heb maling aan geld (1953) de meeste bekendheid kregen. 